# Smaragdové pobřeží
Smaragdové pobřeží (Côte d'Émeraude) je část francouzského pobřeží v Bretani, které se nachází mezi cap Fréhel a Cancale. Pojmenoval jej tak Eugène Herpin, a to z důvodu smaragdově zelené barvy místního moře.

## Města a vesnice
Na Smaragdovém pobřeží se nacházejí tato města a vesničky (v pořadí z východu na západ):

### Ille-et-Vilaine
- Cancale
- Pointe du Grouin
- Île des Landes
- Île du Guesclin
- Pointe du Meinga
- Île Besnard
- Havre de Rothéneuf
- Pointe de la Varde
- Paramé
- Saint-Malo
- Dinard
- Saint-Lunaire
- Saint-Briac

### Côtes-d'Armor
- Lancieux
- Ploubalay
- Saint-Jacut-de-la-Mer
- Saint-Cast-le-Guildo
- Cap Fréhel
- Sables d'Or les Pins

Mezi obce na Smaragdovém pobřeží se vedle výše uvedených řadí i přístav Erquy a lázeňské centrum Pléneuf-Val-André na hranicích pláže v Saint-Brieuc.
V říjnu 1996 tyto obce vytvořily Sdružení obcí na Smaragdovém pobřeží Communauté de communes de la Côte d'Émeraude.

## Historie
Oblast ohraničená řekou Rance, kanálem La Manche a proláklinou u Châteauneuf nesla odnepaměti název Clos-Poulet, tedy název, který se odvodil od Pou-Alet z latinského Pagus Aleti (tj. kraj Alet). Přejmenování na Smaragdové pobřeží vzniklo podle modelu Azurové pobřeží (Côte d'Azur) v rámci podpory a rozvoje turistiky.

## Krajina
Pobřeží inspirovalo řadu umělců, jako například malíře Léona Hamoneta, který byl v roce 1941 pro svůj výjimečný talent toto pobřeží malebně zachytit jedním novinářem z Ouest-France označen za Sorcier de la Côte d'Émeraude – tedy čaroděje ze Smaragdového pobřeží.

## Používání názvu
Název Smaragdové pobřeží je součástí názvů řady publikací a děl:
- týdeník La Côte d'Émeraude, vydávaný v Dinardu mezi lety 1898 až 1912, poté jako La Côte d'Émeraude et le Petit Dinardais réunis v roce 1913;
- Le Journal de Dinard et de la Côte d'Émeraude, vydávaný mezi lety 1926 a 1929, poté jako Dinard-Côte d'Émeraude mezi lety 1929 a 1940 v Dinardu;
- týdeník Le Phare de la Côte d'Émeraude, vydávaný mezi lety 1934 a 1936 v Saint-Malo.